# Daniil Pylenkov
Daniil Aleksandrovitch Pylenkov - en russe : Даниил Александрович Пыленков - (né le 26 septembre 2000 à Iegorievsk en Russie) est un joueur professionnel russe de hockey sur glace. Il évolue au poste de défenseur.

## Biographie

### Carrière en club
Formé au Khimik Voskressensk, il rejoint les équipes de jeunes du HK Dinamo Moscou puis du HK Vitiaz. Il commence sa carrière junior en 2017-2018 avec les Rousskie Vitiazi dans la MHL. Le 2 septembre 2019, il joue son premier match dans la KHL avec le Vitiaz face au Traktor Tcheliabinsk. Lors du repêchage d'entrée dans la LNH 2021, il est choisi au septième tour, en cent-quatre-vingt-seizième position au total par le Lightning de Tampa Bay. Le 14 novembre 2022, il est échangé avec Aleksandr Samonov au Severstal Tcherepovets en retour de Vladislav Podiapolski. Le 1er mai 2023, il est échangé au HK Dinamo Moscou.

### Carrière internationale
Il représente la Russie au niveau international. Il prend part aux sélections jeunes.

## Statistiques

### En club
| Saison    | Équipe                 | Ligue |                   | Saison régulière  | Saison régulière  | Saison régulière  | Saison régulière  | Saison régulière |   | Séries éliminatoires | Séries éliminatoires | Séries éliminatoires | Séries éliminatoires | Séries éliminatoires |
| Saison    | Équipe                 | Ligue | PJ                | B                 | A                 | Pts               | Pun               | PJ               | B | A                    | Pts                  | Pun                  |                      |                      |
| 2017-2018 | Rousskie Vitiazi       | MHL   | 55                | 1                 | 8                 | 9                 | 8                 | 4                | 0 | 0                    | 0                    | 2                    |                      |                      |
| 2018-2019 | Rousskie Vitiazi       | MHL   | 58                | 5                 | 20                | 25                | 59                | 3                | 0 | 0                    | 0                    | 0                    |                      |                      |
| 2019-2020 | HK Vitiaz              | KHL   | 48                | 1                 | 4                 | 5                 | 8                 | 4                | 0 | 1                    | 1                    | 2                    |                      |                      |
| 2020-2021 | HK Vitiaz              | KHL   | 54                | 5                 | 14                | 19                | 16                | -                | - | -                    | -                    | -                    |                      |                      |
| 2020-2021 | Rousskie Vitiazi       | MHL   | 2                 | 0                 | 1                 | 1                 | 12                | -                | - | -                    | -                    | -                    |                      |                      |
| 2021-2022 | SKA Saint-Pétersbourg  | KHL   | 43                | 5                 | 6                 | 11                | 2                 | 5                | 0 | 1                    | 1                    | 2                    |                      |                      |
| 2021-2022 | SKA-Neva               | VHL   | 0                 | 0                 | 0                 | 0                 | 0                 | 1                | 1 | 1                    | 2                    | 0                    |                      |                      |
| 2022-2023 | SKA Saint-Pétersbourg  | KHL   | 18                | 1                 | 6                 | 7                 | 6                 | -                | - | -                    | -                    | -                    |                      |                      |
| 2022-2023 | Severstal Tcherepovets | KHL   | 22                | 3                 | 11                | 14                | 6                 | 7                | 1 | 4                    | 5                    | 2                    |                      |                      |
| 2023-2024 | HK Dinamo Moscou       | KHL   | 67                | 7                 | 22                | 29                | 18                | 10               | 1 | 3                    | 4                    | 6                    |                      |                      |
| 2024-2025 | HK Dinamo Moscou       | KHL   | Saison en cours ? | Saison en cours ? | Saison en cours ? | Saison en cours ? | Saison en cours ? |                  |   |                      |                      |                      |                      |                      |

### En équipe nationale
| Année | Compétition                 |   | PJ | B | A | Pts | Pun | +/-               |  | Résultat |
| 2020  | Championnat du monde junior | 7 | 0  | 1 | 1 | 4   | +3  | Médaille d'argent |  |          |